# Rostklockfågel
Rostklockfågel (Ornorectes cristatus) är en fågel i familjen klockfåglar inom ordningen tättingar.

## Utseende och läte
Rostklockfågeln är en relativt stor tätting, med brun ovansida, rostfärgad undersida, en tjock svart näbb och en tofs på huvudet. Den liknar vitögd visslare, men denna saknar tofs och har just vitt öga. Lätet består av ihållande och monotona pipande toner.

## Utbredning och systematik
Rostklockfågeln förekommer på Nya Guinea. Den behandlas antingen som monotypisk eller delas in i tre underarter med följande utbredning:
- Ornorectes cristatus cristatus – förekommer på västra Nya Guinea (Arfakbergen)
- Ornorectes cristatus arthuri – förekommer på Nya Guinea (Orimo loden, Cyclops Mountains och Sepik)
- Ornorectes cristatus kodonophonos – förekommer i bergsområden och lågland på sydöstra Nya Guinea

### Familj- och släktestillhörighet
Tidigare fördes den till familjen visslare och släktet Pitohui, då med det svenska trivialnamnet tofspitohui. Flera DNA-studier visar dock att den inte är nära släkt och placeras nu i den nyskapade familjen klockfåglar (Oreoicidae) tillsammans med tofsklockfågel (Oreoica gutturalis) och rödnackad klockfågel (Aleadryas rufinucha). 

## Levnadssätt
Rostklockfågeln hittas i undervegetation i lågland och lägre bergstrakter. Den är mycket skygg och hörs därför långt oftare än ses.

## Status
Arten har ett stort utbredningsområde och beståndet anses stabilt. Internationella naturvårdsunionen IUCN listar den därför som livskraftig (LC).